# Joseph-Charles Lefèbvre
Joseph-Charles Kardinal Lefèbvre (* 15. April 1892 in Tourcoing, Frankreich; † 2. April 1973 in Bourges) war Erzbischof von Bourges.

## Leben

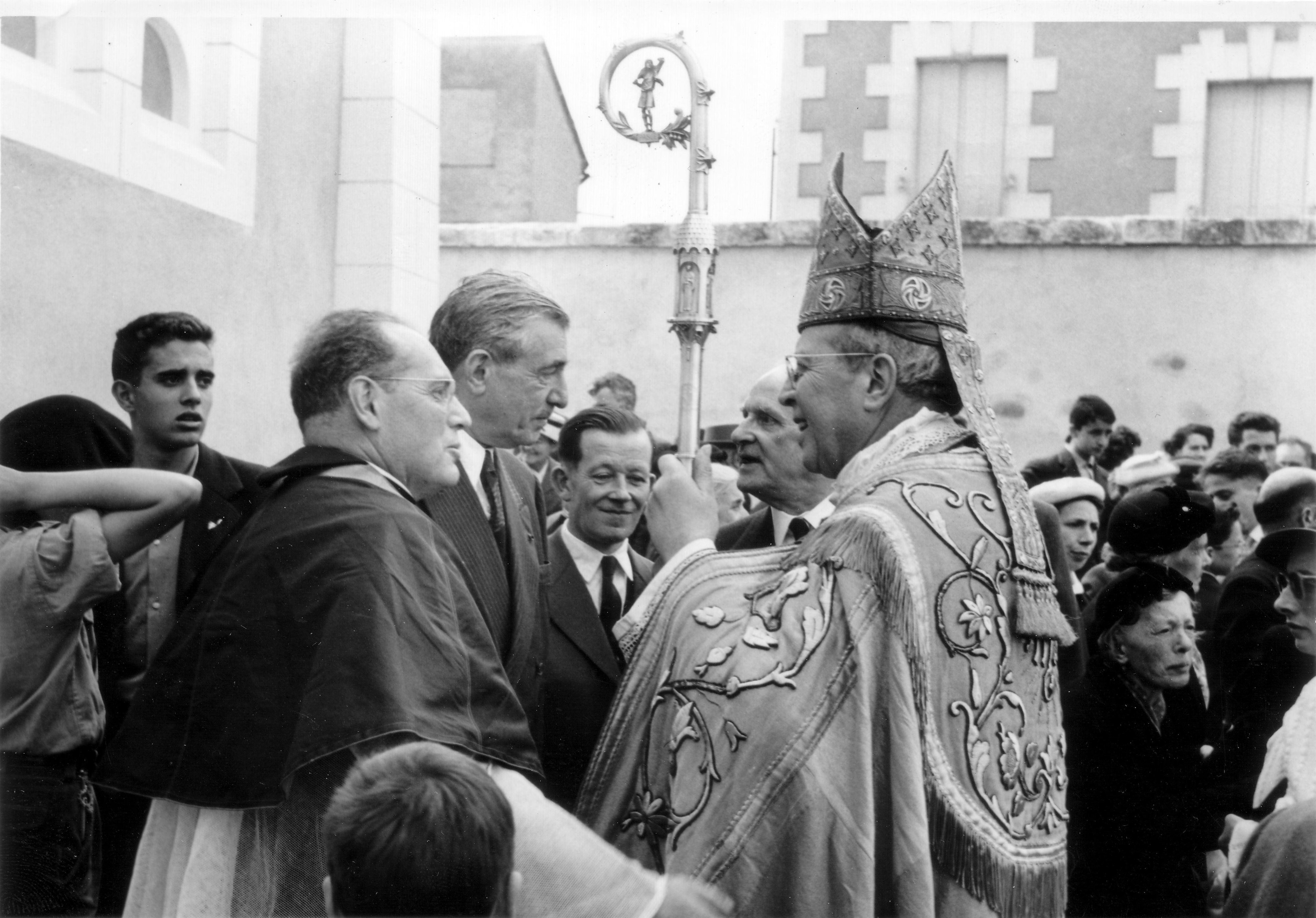
Empfang des Erzbischofs Joseph-Charles Lefèbvre von Bourges anlässlich der Beerdigung des Herzogs von Talleyrand-Périgord in Valençay (Juni 1959)

Joseph-Charles Lefèbvre studierte die Fächer Katholische Theologie und Philosophie in Lille und Rom. Während des Ersten Weltkriegs diente er in der französischen Armee, wurde verwundet und geriet in Kriegsgefangenschaft. 1921 empfing er in Rom das Sakrament der Priesterweihe. Von 1924 bis 1936 arbeitete er als Gemeindeseelsorger und Leiter der Personalabteilung im Bistum Poitiers. Von 1936 bis 1938 leitete er als Generalvikar die Administration des Bistums. 1938 ernannte ihn Papst Pius XI. zum Bischof von Troyes. Die Bischofsweihe spendete ihm am 11. Oktober 1938 in der Kathedrale von Poitiers der Bischof von Poitiers, Edouard-Gabriel Mesguen, Mitkonsekratoren waren Joseph-Jean Heintz, Bischof von Metz, und Louis Liagre, Bischof von La Rochelle. Papst Pius XII. beauftragte ihn 1943 mit der Leitung des Erzbistums Bourges.
Papst Johannes XXIII. nahm Joseph-Charles Lefèbvre am 28. März 1960 als Kardinalpriester mit der Titelkirche San Giovanni Battista dei Fiorentini in das Kardinalskollegium auf. Er nahm in den Jahren 1962 bis 1965 am Zweiten Vatikanischen Konzil teil.
Papst Paul VI. nahm am 10. Oktober 1969 sein altersbedingtes Rücktrittsgesuch an. Joseph-Charles Kardinal Lefèbvre starb am 2. April 1973 in Bourges und wurde in der Kathedrale von Bourges beigesetzt.
Er war ein Cousin des 1988 exkommunizierten traditionalistischen Erzbischofs Marcel Lefebvre (1905–1991).